# Keta (ryba)
Keta (Oncorhynchus keta) – gatunek anadromicznej ryby z rodziny łososiowatych (Salmonidae).

## Występowanie
Występuje w zlewiskach Oceanu Spokojnego i Oceanu Arktycznego. Podejmowano próby introdukcji tej ryby do Europy.

## Opis
Ubarwienie zmienia się z wiekiem ryby. Dorosłe kety mają stalowoniebieski grzbiet. Osiągają długość do 1 m, zwykle ok. 70 cm, przy przeciętnej masie ciała 3–4 kg. Żywi się bezkręgowcami, głównie mięczakami.

## Rozród
Keta przebywa w morzu nawet do 5 roku życia. Do rzek wstępują masowo. Jest słabo przystosowana do pobytu w wodach słodkich. W czasie wędrówki pod prąd nie pobiera pokarmu. Tarło odbywają w spokojnych wodach. Dorosłe giną po tarle. Młode pozostają w gniazdach do kilkudziesięciu dni, po czym spływają do morza.

## Znaczenie gospodarcze
Poławiana gospodarczo na dużą skalę, hodowana w akwakulturze, poławiana przez wędkarzy. Ikra tego gatunku ma zabarwienie pomarańczowe, a jego mięso, a także pozyskiwany z ikry kawior są czerwone.